# Kelley O'Hara
Kelley Maureen O'Hara (Fayetteville (Geórgia), 4 de agosto de 1988) é uma futebolista profissional estadunidense que atua como defensora.

## Carreira
Kelley O'Hara fez parte do elenco da Seleção Estadunidense de Futebol Feminino, nas Olimpíadas de 2012 e 2016. 